# Mauthausenproces
Bij het Mauthausenproces werden de oorlogsmisdadigers berecht die tijdens de Tweede Wereldoorlog actief waren in concentratiekamp Mauthausen. Er waren twee Mauthausenprocessen.
Het proces werd gehouden in concentratiekamp Dachau, Duitsland, als onderdeel van de Dachauprocessen. Het eerste Mauthausenproces vond plaats van 29 maart tot 13 mei 1946 en het tweede Mauthausenproces van 6 augustus tot 21 augustus 1947. Tijdens de processen werden negenenzestig ex-medewerkers van het kamp Mauthausen en de subkampen hiervan berecht. Op Stefan Lennart na werden allen schuldig bevonden. Het overgrote deel werd tot dood door ophanging veroordeeld.

## Eerste Mauthausenproces
Het eerste proces vond plaats in concentratiekamp Dachau van 29 maart tot 13 mei 1946. Tijdens dit proces werden 61 personen berecht. Enkele bekende personen die terecht stonden waren: August Eigruber (voormalig Gauleiter van opper-Oostenrijk), Viktor Zoller (bevelhebber van een SS-Totenkopf bewakingsbataljon) en de doktoren Friedrich Entress (een SS-arts die op honderden gevangenen medische experimenten uitvoerde; de meesten kwamen om na een injectie fenol), Eduard Krebsbach en Erich Wasicky (beiden verantwoordelijk voor de gaskamer van het kamp). Franz Ziereis, commandant van Mauthausen, stond niet terecht tijdens dit proces. Hij was enkele weken na de bevrijding van het kamp neergeschoten en stierf op 24 mei 1945. 
Alle terechtgestelden werden aangeklaagd voor oorlogsmisdaden en misdaden tegen de menselijkheid. Na zes weken werden alle aangeklaagden schuldig bevonden. Achtenvijftig werden ter dood veroordeeld (negen werden later omgezet in levenslange gevangenisstraf), terwijl de andere drie werden veroordeeld tot levenslange gevangenisstraf. Het vonnis van de ter dood veroordeelden werd op 27 mei en 28 mei 1947 voltrokken in de gevangenis van Landsberg.
| Aangeklaagde       | Straf                       | Executie     |
| ------------------ | --------------------------- | ------------ |
| Johann Altfuldisch | Doodstraf                   | 28 mei 1947  |
| August Eigruber    | Doodstraf                   | 28 mei 1947  |
| Julius Ludolf      | Doodstraf                   | 28 mei 1947  |
| Adolf Zutter       | Doodstraf                   | 28 mei 1947  |
| Viktor Zoller      | Doodstraf                   | 27 mei 1947  |
| Erich Wasicky      | Doodstraf                   | 28 mei 1947  |
| Wilhelm Jobst      | Doodstraf                   | 28 mei 1947  |
| Friedrich Entress  | Doodstraf                   | 28 mei 1947  |
| Waldemar Wolter    | Doodstraf                   | 28 mei 1947  |
| Eduard Krebsbach   | Doodstraf                   | 28 mei 1947  |
| Wilhelm Henkel     | Doodstraf                   | 28 mei 1947  |
| Stefan Barczay     | Doodstraf                   | 27 mei 1947  |
| Willy Brünning     | Doodstraf                   | 27 mei 1947  |
| August Blei        | Doodstraf                   | 28 mei 1947  |
| Otto Drabek        | Doodstraf                   | 27 mei 1947  |
| Hans Diehl         | Doodstraf                   | 28 mei 1947  |
| Hans Eisenhöfer    | Doodstraf                   | 28 mei 1947  |
| Willy Eckert       | Doodstraf                   | 27 mei 1947  |
| Heinrich Fitschok  | Doodstraf                   | 27 mei 1947  |
| Willy Frey         | Doodstraf                   | 28 mei 1947  |
| Rudolf Fiegl       | Doodstraf                   | 27 mei 1947  |
| Johannes Grimm     | Doodstraf                   | 28 mei 1947  |
| Georg Gössl        | Doodstraf                   | 27 mei 1947  |
| Werner Grahn       | Doodstraf                   | 28 mei 1947  |
| Heinrich Häger     | Doodstraf                   | 27 mei 1947  |
| Franz Huber        | Doodstraf                   | 28 mei 1947  |
| Hans Hegenscheidt  | Doodstraf                   | 27 mei 1947  |
| Gustav Kreindl     | Doodstraf                   | 27 mei 1947  |
| Kaspar Klimowitsch | Doodstraf                   | 28 mei 1947  |
| Franz Kautny       | Doodstraf                   | 27 mei 1947  |
| Kurt Keilwitz      | Doodstraf                   | 27 mei 1947  |
| Anton Kaufmann     | Doodstraf                   | 27 mei 1947  |
| Paul Kaiser        | Doodstraf                   | 28 mei 1947  |
| Josef Leeb         | Doodstraf                   | 27 mei 1947  |
| Erich Miessner     | Doodstraf                   | 27 mei 1947  |
| Emil Müller        | Doodstraf                   | 28 mei 1947  |
| Wilhelm Müller     | Doodstraf                   | 28 mei 1947  |
| Rudolf Mynzak      | Doodstraf                   | 27 mei 1947  |
| Josef Niedermayer  | Doodstraf                   | 28 mei 1947  |
| Vinzenz Nohel      | Doodstraf                   | 27 mei 1947  |
| Hermann Pribyll    | Doodstraf                   | 27 mei 1947  |
| Theophil Priebel   | Doodstraf                   | 28 mei 1947  |
| Josef Riegler      | Doodstraf                   | 27 mei 1947  |
| Thomas Sigmund     | Doodstraf                   | 27 mei 1947  |
| Karl Struller      | Doodstraf                   | 28 mei 1947  |
| Otto Striegel      | Doodstraf                   | 20 juni 1947 |
| Andreas Trum       | Doodstraf                   | 28 mei 1947  |
| Leopold Trauner    | Doodstraf                   | 27 mei 1947  |
| Hans Spatzenegger  | Doodstraf                   | 27 mei 1947  |
| Walter Höhler      | Doodstraf; later levenslang |              |
| Heinrich Giese     | Doodstraf; later levenslang |              |
| Herbert Grzybowski | Doodstraf; later levenslang |              |
| Karl Billmann      | Doodstraf; later levenslang |              |
| Ludwig Dörr        | Doodstraf; later levenslang |              |
| Viktor Korger      | Doodstraf; later levenslang |              |
| Ferdinand Lappert  | Doodstraf; later levenslang |              |
| Wilhelm Mack       | Doodstraf; later levenslang |              |
| Adolf Rutka        | Doodstraf; later levenslang |              |
| Josef Mayer        | Levenslang                  |              |
| Michael Cserny     | Levenslang                  |              |
| Paul Gützlaff      | Levenslang                  |              |

## Tweede Mauthausenproces
Het tweede proces vond plaats van 6 augustus tot 21 augustus 1947. Acht leden van de kampadministratie stonden eveneens terecht voor oorlogsmisdaden en misdaden tegen de menselijkheid. Op 21 augustus werden zeven leden schuldig bevonden en was er één vrijspraak. Vier personen werden ter dood veroordeeld, één persoon werd veroordeeld tot levenslange gevangenis straf en twee anderen kregen lichte gevangenisstraffen. Het vonnis van de ter dood veroordeelden werd op 10 augustus 1948 voltrokken.
| Aangeklaagde         | Straf                | Executie         |
| -------------------- | -------------------- | ---------------- |
| Franz Kofler         | Doodstraf            | 10 augustus 1948 |
| Gustav Petrat        | Doodstraf            | 10 augustus 1948 |
| Michael Heller       | Doodstraf            | 10 augustus 1948 |
| Quirin Flaucher      | Doodstraf            | 10 augustus 1948 |
| Emil Thielmann       | Levenslang           |                  |
| Hermann Franz Bütgen | Drie jaar gevangenis |                  |
| Arno Albert Reuter   | Twee jaar gevangenis |                  |
| Stefan Lennart       | Vrijspraak           |                  |